# Clavaleyres
Clavaleyres és un municipi del cantó de Berna (Suïssa), situat al districte de Laupen. Es tracta d'un municipi completament enclavat en territori del cantó de Friburg.

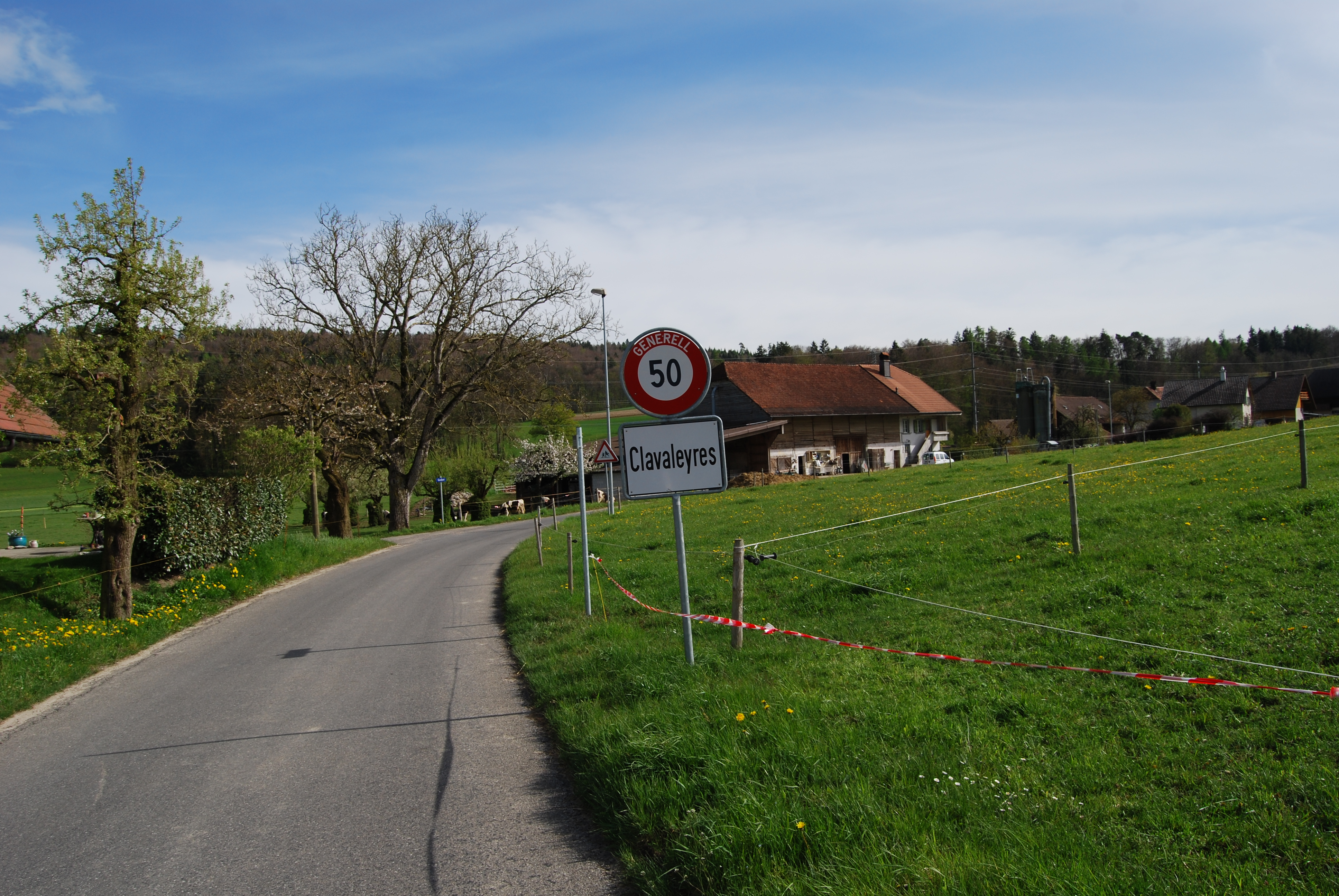
Clavaleyres